# Скампавея

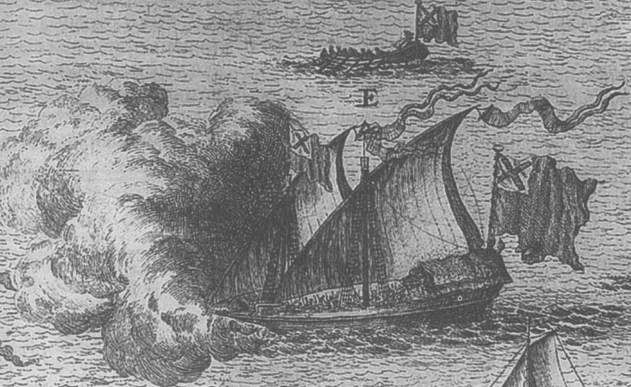
Скампавея с гравюры Г. де Вита, 1714 год

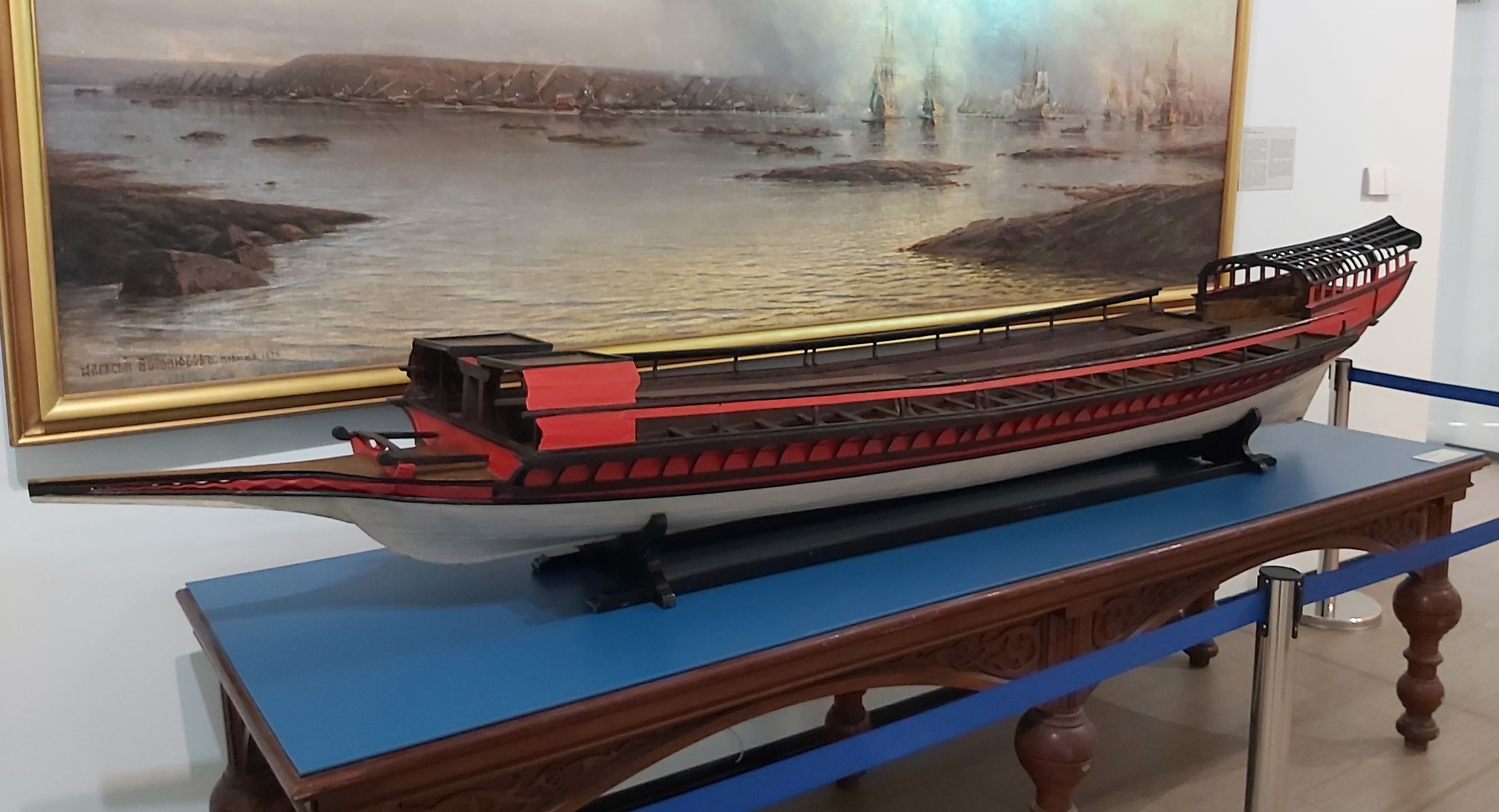
Модель корпуса 18-баночной скампавеи

Скампаве́я (или сконпаве́я), полугалера — военное быстроходное судно русского галерного флота в XVIII веке. Название произошло от итальянских слов scampare — спасаться, исчезать и via — путь, прочь (scappare via).
Скампавея предназначалась для перевозки войск, высадки и огневой поддержки десантов, разведки и охранения при действиях в шхерах.
Длина судна составляла до 30 метров, ширина до 5,5 метров, осадка не превышала 1 метр. Скампавея приводилась в движение 12—18 парами вёсел, одной-двумя мачтами с косыми парусами.
Вооружение составляло одну-две пушки малого калибра, обычно расположенными в носовой части корабля. Могла принимать до 150 солдат для ведения абордажного боя.
Первые скампавеи были построены при Петре I на Олонецкой верфи в 1703 году и применялись до конца XVIII века.